# Asplundia xiphophylla
Asplundia xiphophylla är en enhjärtbladig växtart som beskrevs av Gunnar Wilhelm Harling. Asplundia xiphophylla ingår i släktet Asplundia och familjen Cyclanthaceae. Inga underarter finns listade.